# 芳岡ひでき
芳岡ひでき（よしおか ひでき、1956年12月19日 - ）は、日本の男性イラストレーター。奈良県奈良市出身。血液型はAB型。

## 略歴
- 1975年、奈良県立奈良高等学校卒業。
- 1979年、東京農業大学造園学科卒業。環境設計株式会社入社。
- 1990年、ヨシオカ・デザインオフィス設立。
- 1992年、サンリオ「いちご絵本」さがし絵連載。
- 1994年、ジグソーパズル発売開始。
- 2003年、大阪モーターショーメインビジュアルに採用。
- 2005年、有限会社SOCKS設立。奈良テレビ放送メインキャラクター作成。現在、有限会社SOCKS代表として奈良市在住。
- 2008年、学園前にアート作品を多数そろえたアンテナショップ「ぷちSOCKS」をオープン。
- 2010年12月、奈良市下御門商店街に「GALLERY.SOCKS.ならまち」をオープン。同時に、NEWバージョンジグソーパズルを販売開始。

## 人物
- エアブラシを使い、愛らしいキャラクターを描くファンタジーアーティスト。作品は数多くのグッズ、アイテムに採用されている。
- 美術を学んだことはなく、絵は全て独学で身につけた。